# Deidesheim
Deidesheim – miasto i uzdrowisko w Niemczech, w kraju związkowym Nadrenia-Palatynat, w powiecie Bad Dürkheim, siedziba gminy związkowej Deidesheim od 1 stycznia 1973. Liczba mieszkańców wynosi 3797 (31 grudnia 2016).
Deidesheim prawdopodobnie zostało założone w IX lub X wieku jako osada sąsiedniej miejscowości Niederkirchen. Wraz z budową Zamku Deidesheim Deidesheim zastąpiło starsze Niederkirchen jako siedzibę urzędu Deidesheim, które ostatecznie straciło na ważności. W 1395 Deidesheim otrzymał prawa miejskie od czeskiego i niemieckiego króla Wacława IV Luksemburskiego i od tego czasu – z wyjątkiem lat 1819–1838 – jest miastem. Od 770 jest tutaj prowadzona uprawa winorośli. Na początku XIX wieku Deidesheim było pierwszym miejscem w Palatynacie, którego winiarnie zaczęły produkować wysokiej jakości wino. Dziś Deidesheim jest jedną z największych społeczności winiarskich w palatyńskim regionie winiarskim, a uprawa winorośli jest najważniejszym sektorem ekonomicznym obok turystyki.

## Geografia

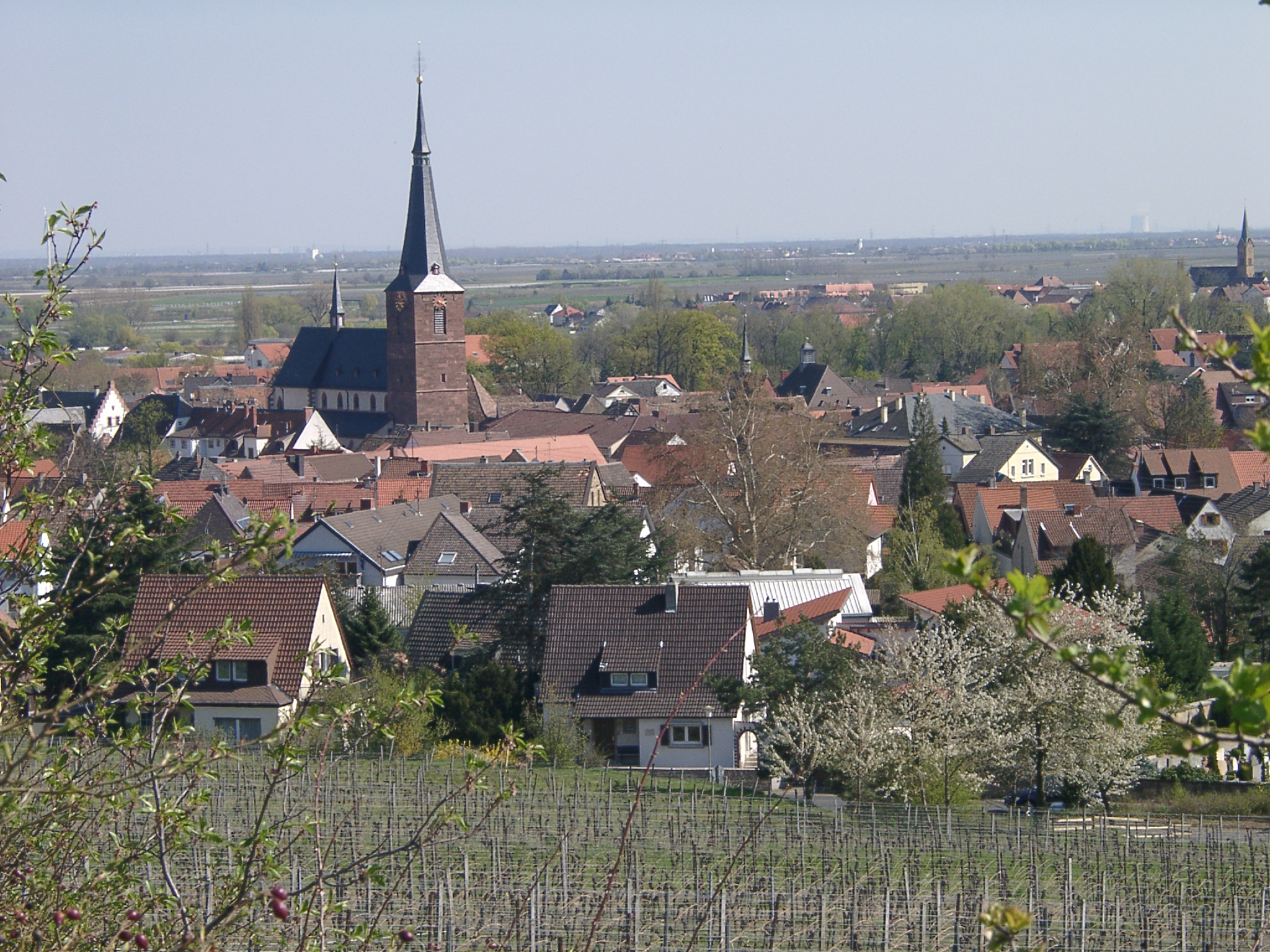
Widok z północnego zachodu

### Położenie
Deidesheim znajduje się w Palatynacie w regionie szlaku winnego. Miasto znajduje się około 1 km na wschód od gór Haardt. Deidesheim znajduje się w północno-zachodniej części regionu metropolitalnego Rhein-Neckar, w regionie uprawy winorośli w Palatynacie i przechodzi przez Niemiecki Szlak Wina. Sąsiednimi miastami i gminami są – zgodnie z ruchem wskazówek zegara – Forst an der Weinstraße, Friedelsheim, Rödersheim-Gronau, Niederkirchen bei Deidesheim, Meckenheim (Palatynat), Ruppertsberg, Neustadt an der Weinstraße, Lindenberg (Pfalz), Lambrecht (Pfalz), Frankeneck, Neidenfels i Wachenheim an der Weinstraße.

### Podział przestrzenny
Obszar o powierzchni 2654 ha, należący do miasta, rozciąga się na trzy morfologiczne i krajobrazowe jednostki ekologiczne: Las Palatynacki, strefa wyżynna regionu szlaku winnego i Niziny Górnoreńskie.
Obręb ewidencyjny jest pokryty przez 1784 ha lasu. Deidesheim, do którego należało sąsiednie Niederkirchen aż do 1819, pierwotnie posiadało obszar leśny o powierzchni około 12 000 morgów (około 3000 ha). Obszar ten był graniczy na wschodzie przez Haardtrand – od Forst-Deidesheim do Gimmeldingen-Neustadter Tal – na południu od Hambacher Gemeindewald, na zachód od Frankenweide i na północ od lasu Wachenheimer. Obejmował również obręb ewidencyjny gmin Lambrecht i Lindenberg. Znaczna część lasu została odstąpiona lub sprzedana innym gminom i kraju związkowemu Nadrenia-Palatynat. Istotna część została oddana po podziale lasu w 1873 macierzystej gminie Niederkirchen. Deidesheim jest obecnie właścicielem 849,1 ha lasu, sąsiednia gmina Niederkirchen ma powierzchnię 538 ha.
Obszar rolny zajmuje drugą co do wielkości część obrębu ewidencyjnego o powierzchni 626 ha. Z jednej strony znajdują się winnice, które leżą głównie na zachód i na północ od miasta na wyżynach przed Haardtem, ale czasami docierają również na równinę. Na wschód od miasta znajdują się głównie łąki.

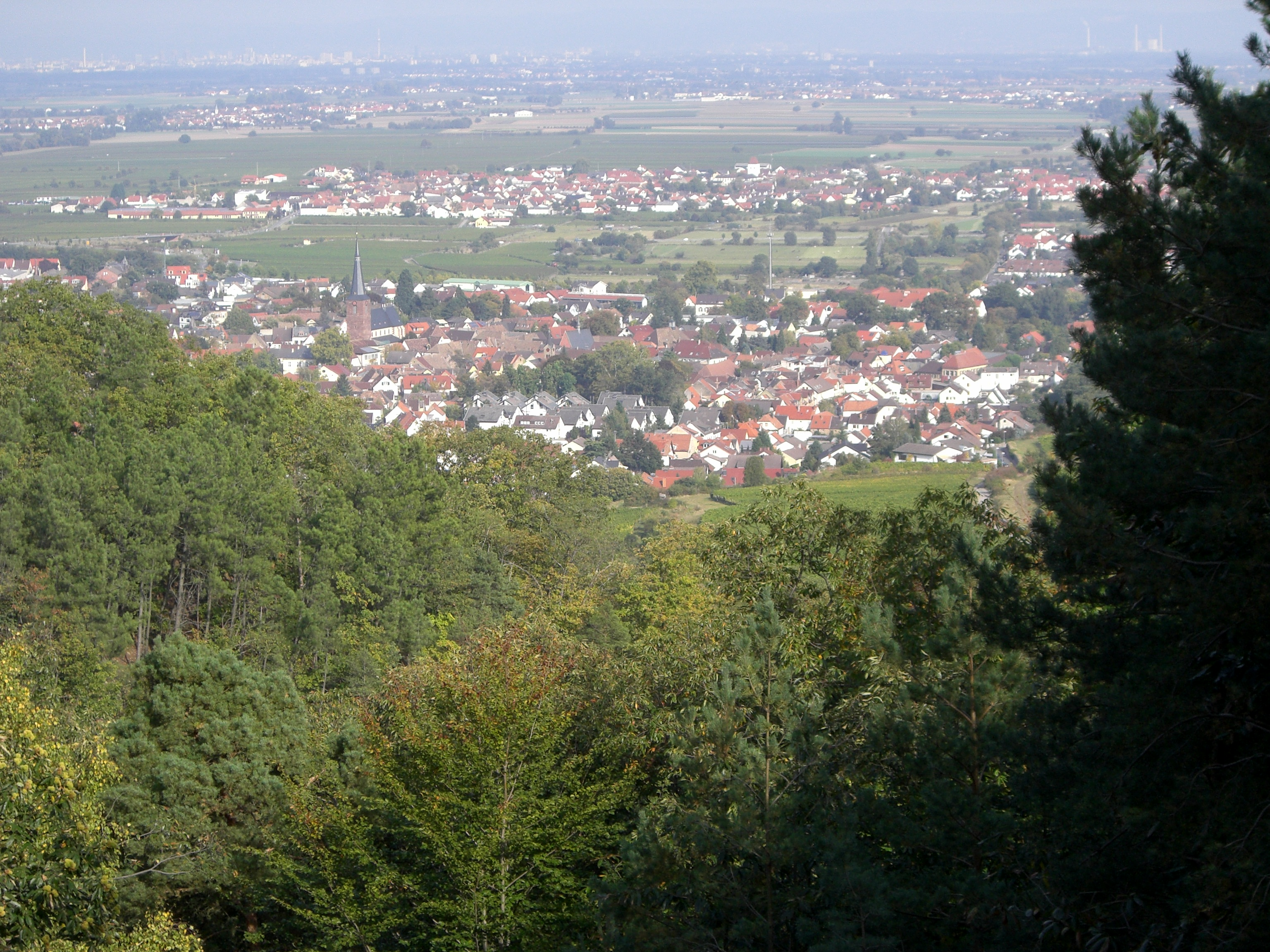
Las Palatynacki wznosi się na zachód od Deidesheim.

| Podział obrębu ewidencyjnego | Podział obrębu ewidencyjnego | Podział obrębu ewidencyjnego | Podział obrębu ewidencyjnego | Podział obrębu ewidencyjnego |
| ---------------------------- | ---------------------------- | ---------------------------- | ---------------------------- | ---------------------------- |
|                              |                              |                              |                              |                              |
| Lasy                         |                              | 1784 ha (67,2%)              |                              |                              |
| Obszar rolny                 |                              | 626 ha (23,6%)               |                              |                              |
| Obszar komunikacyjny         |                              | 107 ha (4,0%)                |                              |                              |
| Obszar zabudowy              |                              | 95 ha (3,6%)                 |                              |                              |
| Woda                         |                              | 15 ha (0,6%)                 |                              |                              |
| Inne użycie                  |                              | 27 ha (1,0%)                 |                              |                              |
|                              |                              |                              |                              |                              |

### Klimat
Na poziomie makroklimatycznym na Deidesheim ma wpływ ukształtowanie terenu: obszary deszczowe, które nadciągają od zachodu i południowego zachodu, muszą się podnieść z powodu Lasu Palatynackiego na zachodzie i wypadać. Następnie suche powietrze opada na wschód od Lasu Palatynackiego, gdzie może się ogrzać. Z tego względu opady deszczu na obrzeżach Puszczy Palatynackiej są dość niskie, a czas nasłonecznienia jest stosunkowo wysoki. Liczba dni słonecznych znacznie przekracza średnią federalną od 40 do 50 dni.
Z punktu widzenia lokalnego klimatu, miasto jest częścią sprzyjającego klimatowi podnóża Szlaku Winiarskiego. Średnia wysokość 235 m n.p.z. na skraju lasu sprawia, że obszar wokół Deidesheim rozciąga się do ok. 130 m n.p.z. aż do dolnych, środkowych zboczy podnóża. Podnóża dolin Madental i Sensental, a także na północny zachód od Deidesheim w dolinie Einsteltal tworzą kanały odwadniające dla zimnych strumieni powietrza napływających z Haardt. Ponadto niewielkie wgłębienia, w których może zbierać się zimne powietrze, mają wpływ na klimat lokalny.
Warunki klimatyczne w Deidesheim są prawie śródziemnomorskie, o czym świadczy dojrzewanie fig, migdałów i gorzkiej pomarańczy na tym obszarze, w szczególności w przypadku upraw winorośli, które lubią ciepło. Jest to korzystne dla uprawy winorośli na dużą skalę: długi okres wegetacyjny umożliwia pełne dojrzewanie wina, a szkody spowodowane przymrozkami są rzadkością. Dojrzałe wina osiągają tutaj wysoką jakość.
Średnia roczna temperatura wynosi 9,9 °C; w lipcu średnia temperatura wynosi 18,8 °C, w styczniu 0,7 °C. Najwyższe temperatury i największe opady występują w miesiącach letnich, przy czym opady często opadają podczas burz i długich faz suchych latem nierzadko.
| Miesiąc                              | Sty | Lut | Mar | Kwi | Maj  | Cze  | Lip  | Sie  | Wrz  | Paź  | Lis | Gru | Roczna |
| ------------------------------------ | --- | --- | --- | --- | ---- | ---- | ---- | ---- | ---- | ---- | --- | --- | ------ |
| Średnie dobowe temperatury [°C]      | 0,7 | 2,1 | 5,7 | 9,6 | 13,7 | 17,1 | 18,8 | 18,2 | 15,3 | 10,3 | 5,1 | 2,1 | 9,9    |
| Opady [mm]                           | 46  | 43  | 40  | 46  | 59   | 71   | 62   | 68   | 53   | 47   | 53  | 53  | 641    |
| Źródło: Klima & Wetter in Deidesheim |     |     |     |     |      |      |      |      |      |      |     |     |        |

| \| I \| II \| III \| IV \| V \| VI \| VII \| VIII \| IX \| X \| XI \| XII \| \| 1.8 38 29 \| 1.7 42 30 \| 1.6 50 34 \| 1.8 59 40 \| 2.3 67 47 \| 2.8 73 53 \| 2.4 76 56 \| 2.7 74 55 \| 2.1 69 50 \| 1.9 58 43 \| 2.1 47 36 \| 2.1 40 31 \| \| Temperatury w °F Opad całkowity w calach \| \| \| \| \| \| \| \| \| \| \| \| |           |           |           |           |           |           |           |           |           |           |           |
| I | II        | III       | IV        | V         | VI        | VII       | VIII      | IX        | X         | XI        | XII       |
| 1.8 38 29 | 1.7 42 30 | 1.6 50 34 | 1.8 59 40 | 2.3 67 47 | 2.8 73 53 | 2.4 76 56 | 2.7 74 55 | 2.1 69 50 | 1.9 58 43 | 2.1 47 36 | 2.1 40 31 |
| Temperatury w °F Opad całkowity w calach |           |           |           |           |           |           |           |           |           |           |           |

| I                                        | II        | III       | IV        | V         | VI        | VII       | VIII      | IX        | X         | XI        | XII       |
| 1.8 38 29                                | 1.7 42 30 | 1.6 50 34 | 1.8 59 40 | 2.3 67 47 | 2.8 73 53 | 2.4 76 56 | 2.7 74 55 | 2.1 69 50 | 1.9 58 43 | 2.1 47 36 | 2.1 40 31 |
| Temperatury w °F Opad całkowity w calach |           |           |           |           |           |           |           |           |           |           |           |

### Geologia

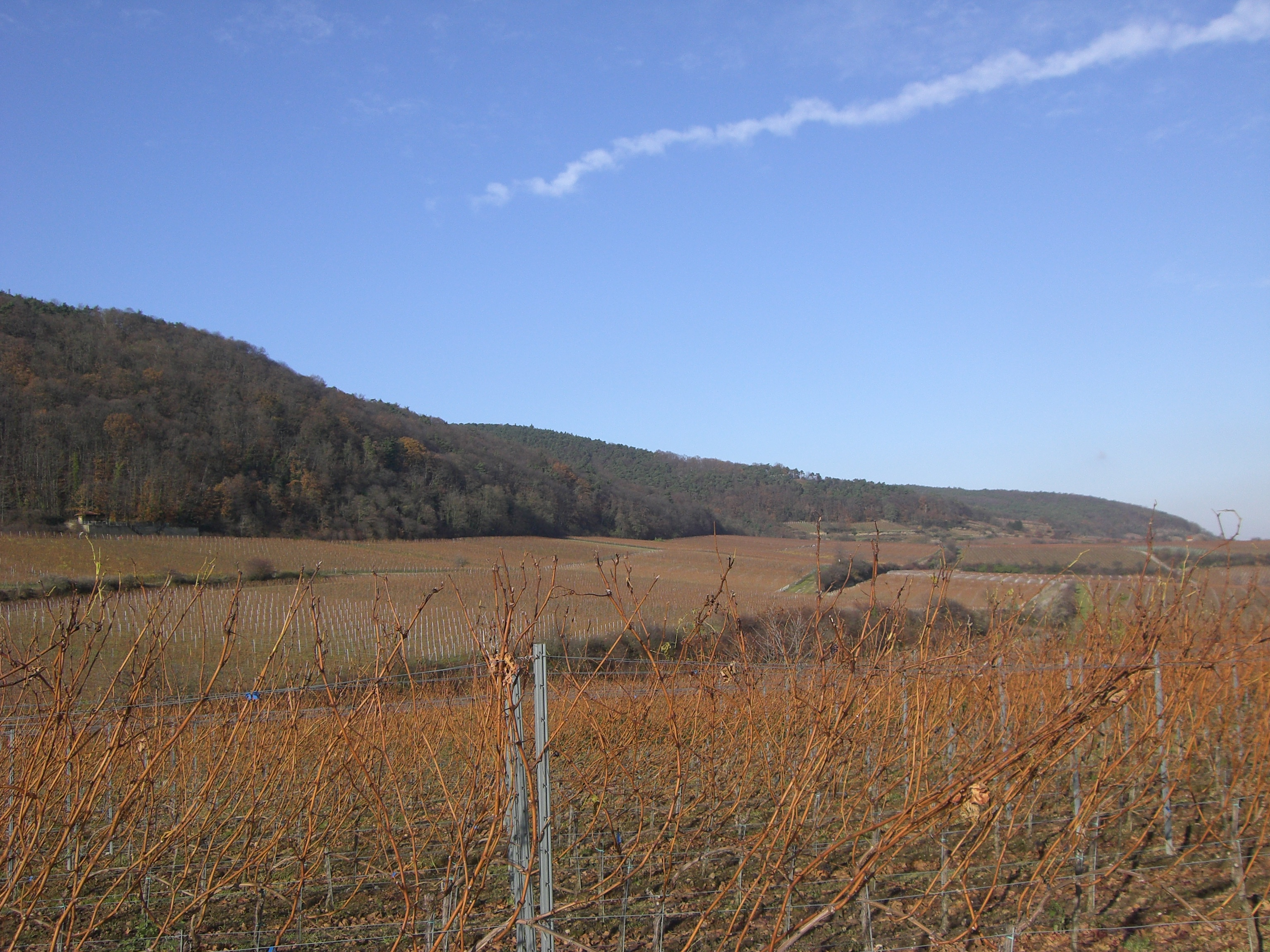
Przejście z Haardt do ryftu Górnego Renu, na północ od Deidesheim

Ważnym wydarzeniem w kształtowaniu krajobrazu otaczającego obszaru i całego Przedpalatynatu był upadek ryftu niziny górnoreńskiej naprzeciwko Haardt, który rozpoczął się około 65 milionów lat temu we wczesnym trzeciorzędzie i trwa do dziś. Z biegiem czasu obszar przed górami Haardt został przecięty przez strumienie pochodzące z Lasu Palatynackiego. W okresie zlodowacenia zbocza stopniowo ześlizgiwały się w dół i były pod wpływem wiatru szlifowane. Procesy te doprowadziły do przekształcenia pierwotnej płaskorzeźby powierzchni, w wyniku czego powstał stożek napływowy z tarasami akumulacyjnymi lub wykopowymi. W suchych i zimnych fazach epoki lodowcowej Würm na obszarze Deidesheim tworzyły się warstwy lessu pod wpływem wiatru; less gromadził się głównie w uskokach i w osadzie małych zagłębień.
Na zachód i północny zachód od Deidesheim w środkowej części lasu palatynackiego dominuje Grès à Voltzia z okresu triasowego, najstarsza jednostka stratygraficzna na obszarze Deidesheim, tzw. warstwa Rehberga. Na południowym zachodzie miasta znajdują się złoża plejstoceńskich osadów, które powstały około 1,5 miliona lat temu. Na północy otoczony jest pasmem złóż pliocenu, które powstały około 3 miliony lat temu. Na wschodzie znajdują się najnowsze jednostki stratygraficzne z osadami holocenu. Dzięki obcym materiałom, takim jak bazalt, cegły i obornik, ludzie zmienili naturalną strukturę gleby. Najważniejsze rodzaje gleb w Deidesheim to: Rigosole, Rędzina, Parabraunerde i wapienna Terra-Fusca.

## Historia

### Nazwa miasta
Pierwsze wzmianki o nazwie miejscowości można znaleźć w dokumentach klasztoru Weißenburg (699), klasztoru w Fuldzie (770) i klasztoru Lorsch (770/71 do ok. 800). Nawiązywały do sąsiedniego Niederkirchen bei Deidesheim, gminę macierzystą Deidesheim. Dzisiaj przyjmuje się, że nazwa pochodzi z czasów frankońskich i pochodzi od „Theodin”, który podobno założył Niederkirchen. Nazwa „Didinnischaime” z dokumentu z 699 oznacza zgodnie z tym wyjaśnieniem „Dom Theodina” (=Dîdîn). Wyjaśnienie to potwierdza fakt, że w okolicach Deidesheim istniały liczne fundamenty wsi frankońskiej, które mają końcową „-heim”.
Pierwsze widoczne rozróżnienie między „Niederdeidesheim”, dzisiejszym Niederkirchen, a „Oberdeidesheim”, dzisiejszym Deidesheim, istniało dopiero w XIII i XIV wieku. Po wybudowaniu kościoła w Deidesheim na początku XIV wieku, kościół macierzystej parafii został nazwany „kościołem dolnym”, aby odróżnić go od nowego kościoła Deidesheim, podczas gdy kościół w Deidesheim został nazwany „kościołem górnym”. W ten sposób powstało imię „Niederkirchen” dla parafii macierzystej, a imię „Deidesheim” przeszło z Niederkirchen do parafii córki, dzisiejszej Deidesheim, pod koniec średniowiecza.

### Średniowiecze i wczesne czasy nowożytne

#### Powstanie
Deidesheim został prawdopodobnie zbudowany w IX lub X wieku jako osada pomocnicza obok Niederkirchen na jego obrębie ewidencyjnym. Poszczególne osady usamodzielniły się wraz z budową zamku książęcego w Deidesheim, o którym po raz pierwszy wspomniano w 1292 roku. Ze względu na korzystne położenie przy drodze i budowę zamku, Deidesheim szybko wyprzedził starszy Niederkirchen pod względem ważności; takie przesunięcie nacisku w wyniku budowy zamku lub fortyfikacji nie jest niczym niezwykłym i można je znaleźć na przykład w pobliżu Bad Kreuznach i Ingelheim am Rhein.

#### Przynależność do Hochstift Speyer
We wczesnym średniowieczu właścicielem Deidesheim był przede wszystkim zamożny Erimbert, który przekazał darowiznę w postaci pierwszej wzmianki dokumentalnej o Deidesheim i jego rodzinie. W latach 1057 i 1086 Henryk IV ofiarował części Deidesheim na ołtarze św. Emmerama i św. Marcina katedry w Spirze oraz na rzecz klasztoru św. Guido. Poprzez darowizny Jana I około 1100 roku, Deidesheim w końcu wszedł w posiadanie księstwa biskupów ze Spiry. Akt darowizny nie został zachowany, ale szczegóły można znaleźć w pracy Philippa Simonisa „Historische Beschreibung aller Bischoffen zu Speyr”, jednak dokładność tych informacji jest kontrowersyjna.

#### Stawanie się miastem

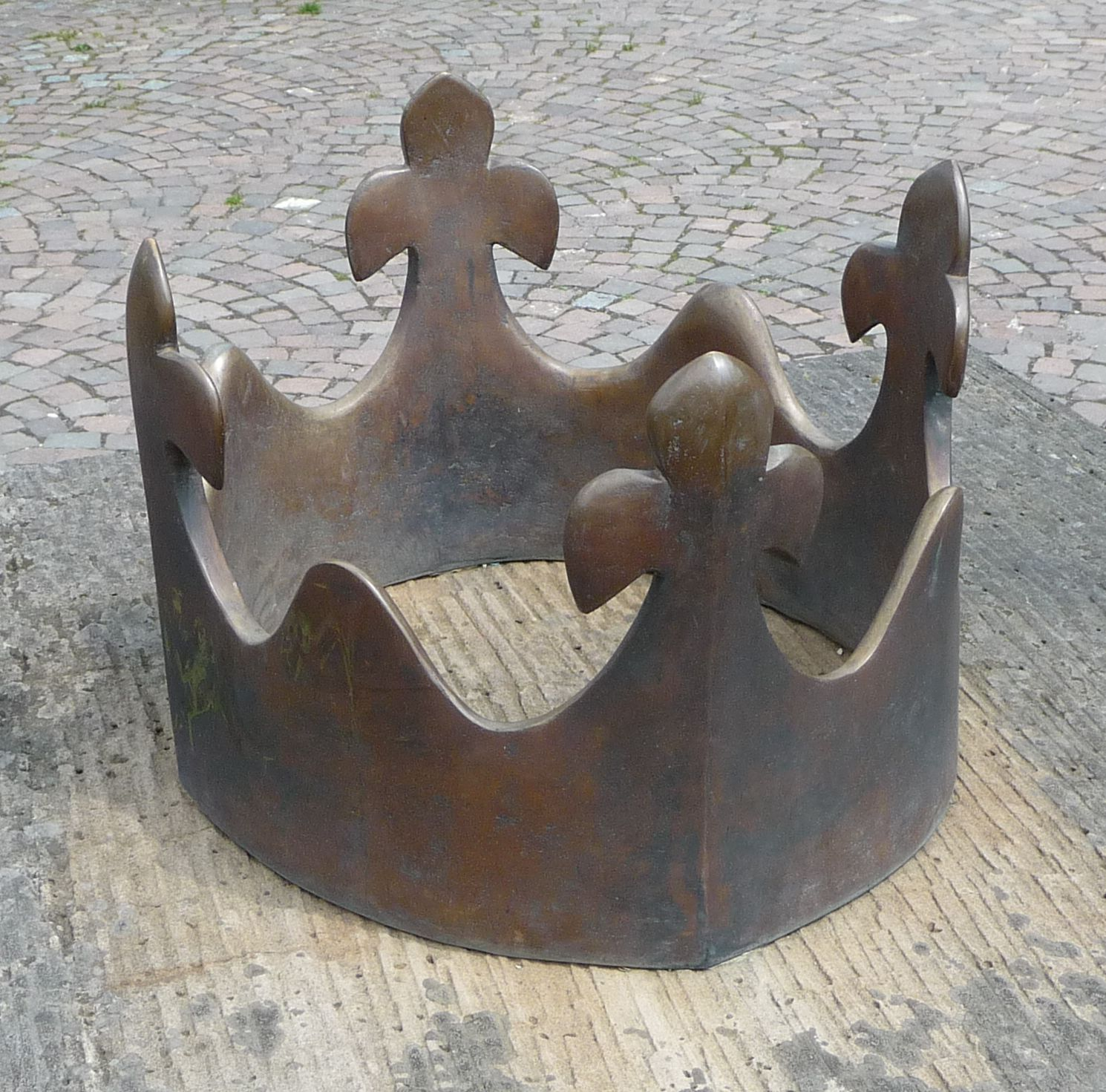
Korona przy fontannie Historyczno-Cywilnej nawiązuje do króla Wacława.

Jak wynika z relacji Hochstift Speyer, Deidesheim szybko stał się ważnym gospodarczo miejscem, do którego przyczyniło się osiedlanie się potężnych finansowo Żydów, którzy do czasu pogromów w okolicach 1349 w czasie dżumy mieli w nim swoją własną wspólnotę. Świadectwem siły finansowej miasta jest fakt, że w latach 1430–1439 i 1465-1472 było ono obciążone hipoteką przez biskupa Speyer, ponieważ musiał zebrać duże sumy pieniędzy. Od około 1300 miasto było również siedzibą Urzędu Deidesheim, północno-zachodniej części Hochstift Speyer. Zgodnie z tym rozwojem Deidesheimczycy chcieli zaoferować kwitnącemu gospodarczo miastu większą ochronę przed atakami, z czym ostatecznie spotkał się biskup Spiry Gerhard von Ehrenberg, przyznając mu prawa do fortyfikacji w 1360 r.; w tym czasie dążono już do budowy fortyfikacji miejskiej Deidesheim, aby uczynić z niego miasto w celu stworzenia centralnej lokalizacji w północnej części Hochstift Speyer.

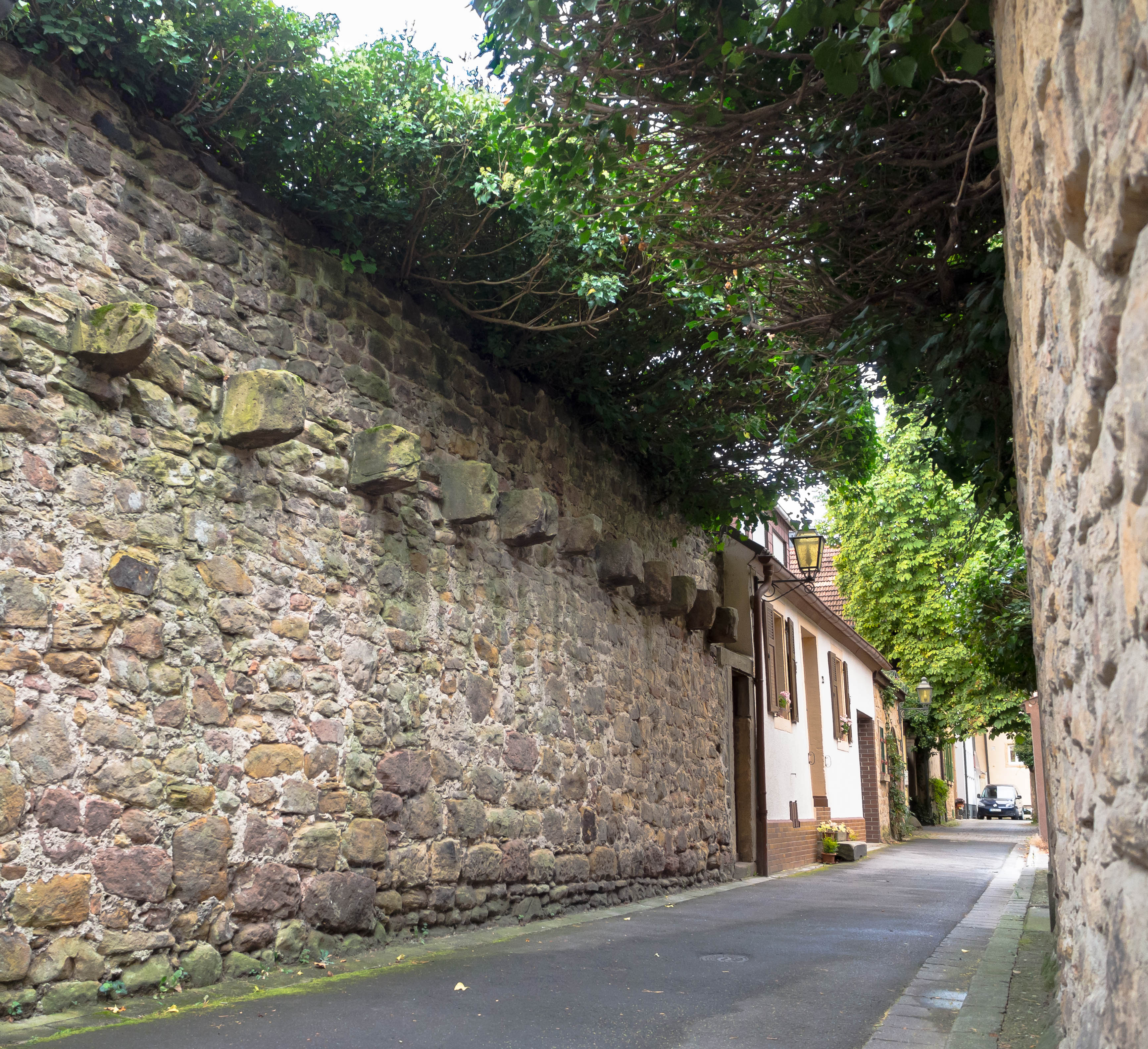
Pozostałości muru miejskiego w Spitalgasse

Deidesheim otrzymało jednak prawa miejskie dopiero po 35 latach. Stało się tak z inicjatywy biskupa Spiry Nikolausa z Wiesbaden, który w Walentynki (14 lutego) w 1395 r. formalnie otrzymał prawa miejskie wraz z potwierdzeniem posiadania i praw w Deidesheim, o które zwrócił się do czeskiego i niemieckiego króla Wacława. Chociaż to biskup Spiry był głównym beneficjentem rozwoju miasta, miał on również pozytywny wpływ na mieszkańców miasta: w przeciwieństwie do okolicznych wsi, zrzeczono się poddaństwu, które wchodziło w życie dopiero po wyprowadzce. Ponadto zakres pańszczyzny, które należało wykonać, był ograniczony. Przywilej ten obowiązywał do XVIII wieku, kiedy to mieszkańcy Hochstift Speyer byli prawnie równi.

#### Czasy wojny i następstwa

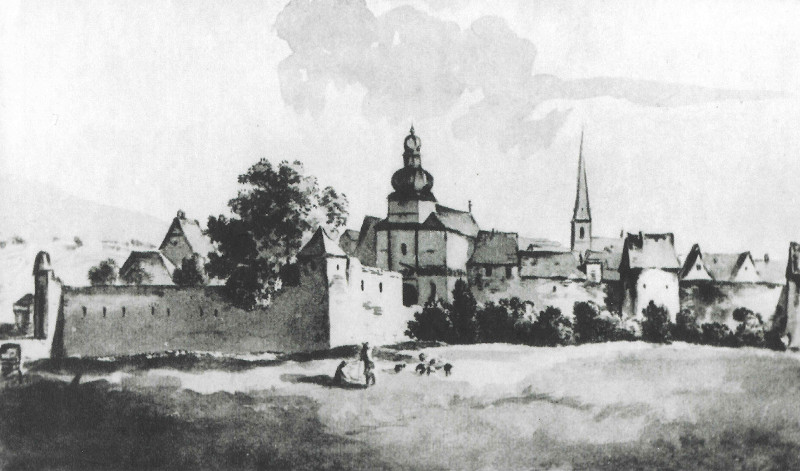
Brama południowa fortyfikacji miasta z bramą frontową i budą, wzniesiona ponownie w formie barokowej w 1731 roku. Rysunek Ferdynanda Kobella (1783)

Kolejnym aspektem rozwoju miasta był fakt, że fortyfikacja, którą miasto mogło jedynie w ograniczonym stopniu chronić w czasie wojny, stanowiła ochronę przed wędrującymi w codziennym życiu tłuczniami. W latach 1396, 1460, 1525 (wojna chłopska), w 1552 r., kiedy to Albrecht Alcybiades wycofał się z Hochstift Speyer, Deidesheim poniosło znaczne szkody w wyniku działań wojennych. Miasto nie zostało ocalałe nawet podczas wojny trzydziestoletniej: w 1621 r. zostało zdobyte i splądrowane przez protestanckie wojska pod wodzą Piotra Ernsta II z Mansfeldu; w 1631 r. zostało ponownie zdobyte przez protestanckie wojska, gdy król szwedzki Gustaw II Adolf i jego wojska najechali na Palatynat, a w 1639 r. zostało ostatecznie zdobyte i ponownie splądrowane przez protestanckie wojska. W wojnie o Palatynat Deidesheim został zdobyty przez wojska francuskie w 1689 r., a przez wojska niemieckie w 1693 r., częściowo splądrowany i spalony; miasto najbardziej ucierpiało w 1689 r., gdy 6 września zostało prawie całkowicie spalone przez wojska francuskie pod wodzą Ezéchiela de Mélaca, a następnie w dużej mierze musiało zostać odbudowane od zera.
Liczne wojny uniemożliwiły Deidesheim jeszcze bardziej pozytywny rozwój w późnym średniowieczu, jednak miasto można uznać za najbardziej udane spośród wszystkich fundamentów miejskich biskupów Spiry, do czego przyczynił się fakt, że tutejsze wino było cenione za swoją jakość ze względu na sprzyjający klimat, dlatego też w Deidesheim znajdowało się wielu szlachciców, którzy dali impuls do rozwoju miasta; wśród nich były rody szlacheckie von Bach, Leyser von Lambsheim, Schliederer von Lachen i von Böhl.
Pod koniec Świętego Cesarstwa Rzymskiego i pod rządami biskupów ze Spiry w Deidesheim, miasto stało się wreszcie centrum administracyjnym i gospodarczym w północnej części Hochstift Speyer, jak to było zamierzone już w XIV wieku, ale wynikało to z faktu, że od tego czasu obszar Hochstift Speyer nieco się skurczył.

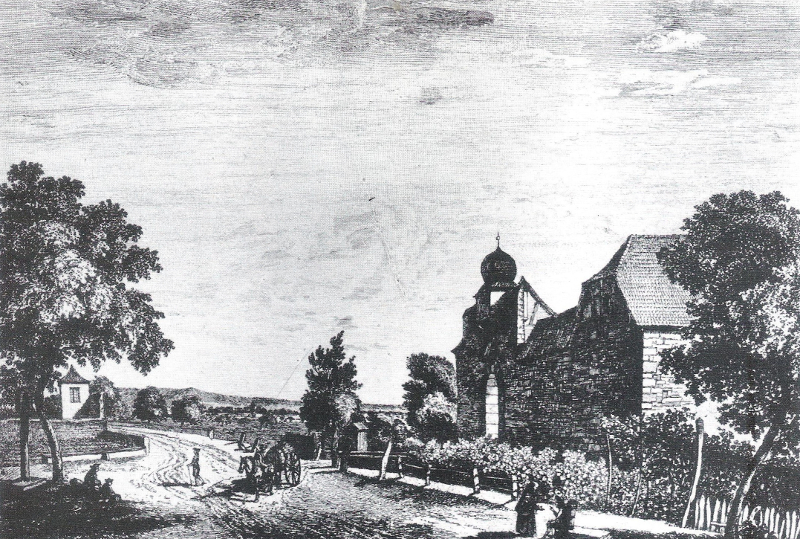
Brama północna miasta, tzw. Brama Wormancka. Akwaforta wykonana przez H. Thierry’ego (1796)

### Rewolucja Francuska

#### Utrata przywilejów miejskich
W XVIII wieku liczba ludności znacznie wzrosła, tak że mur miejski stopniowo stał się zbyt mały, a ponieważ nie mógł już właściwie spełniać swojej funkcji ochronnej i nie był utrzymywany, powoli zaczął ginąć. Również w XVIII w. biskupi Spiry ograniczyli prawa miejskie Deidesheimerów, którzy nabyli je wraz z przyznaniem praw miejskich pod koniec XIV w., co obejmowało faktyczne zrzeczenie się poddaństwa, prawo do swobodnego przemieszczania się i ograniczenie pańszczyzny. Doprowadziło to do licznych skarg do biskupiego rządu Hochstiftu; po raz kolejny – pod wpływem rewolucyjnych wydarzeń we Francji – w 1789 r. wraz z Bruchsalem, który również należał do Hochstiftu. Biskup Spiry, August z Limburgii-Stirum, przedstawił następnie cesarzowi rzymskiemu Józefowi II strach przed rewolucyjnymi niepokojami i wezwał go do podjęcia działań przeciwko buntownikom. W rzeczywistości Józef II, za pomocą przesłania wysłanego przez kuriera, wezwał ludność Deidesheim i Bruchsal do spokojnego oczekiwania na wynik ich petycji. Po śmierci Józefa w lutym 1790 r. August z Limburgii-Stirum wykorzystał powstałą w ten sposób próżnię władzy, aby odrzucić wszystkie żądania Deidesheimu. Dopiero jego następca, Filip Franz Wilderich Nepomuk von Walderdorf, ostatni książęcy biskup Spiry w 1798 r. uwolnił miasto od swego poddaństwa w wyniku rozpadu Świętego Cesarstwa Rzymskiego.

#### I Koalicja antyfrancuska

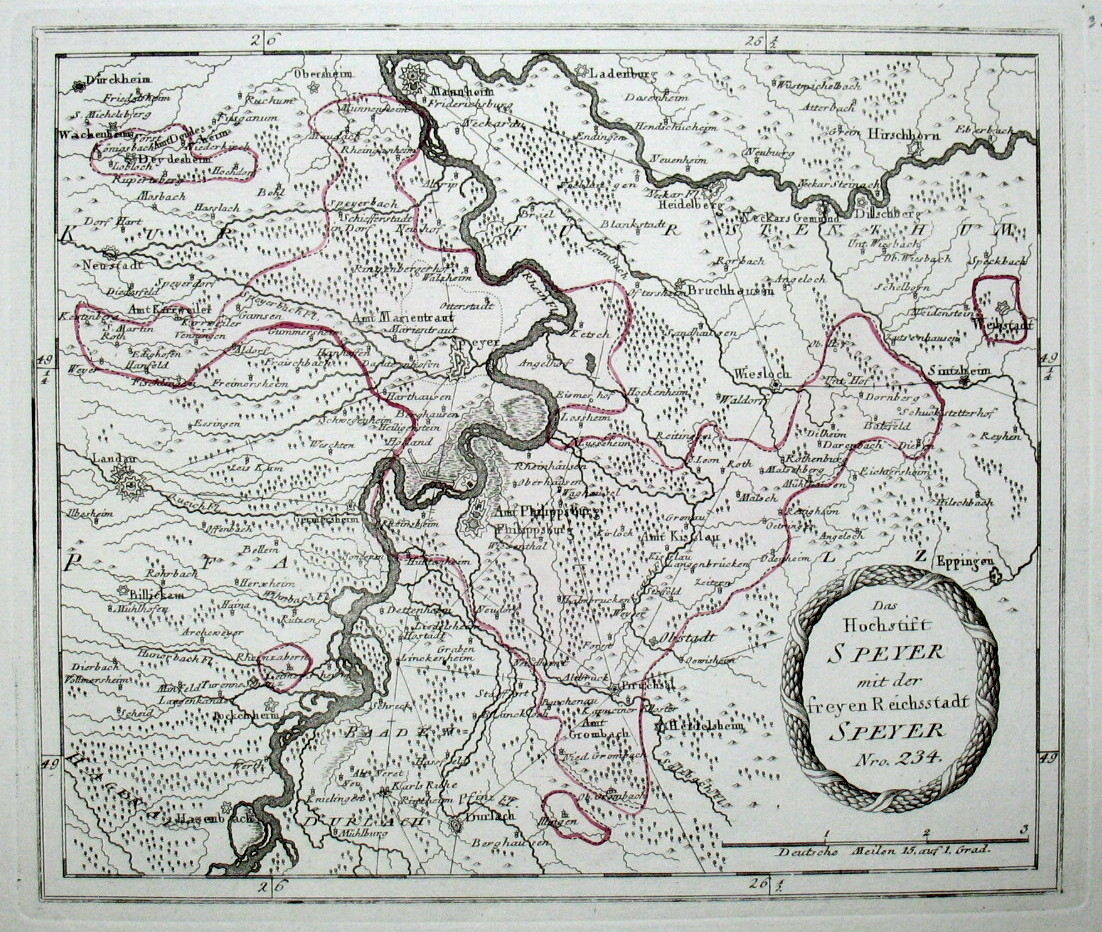
Mapa Hochstift Speyer z 1793/94 r.: na północnym zachodzie znajduje się Urząd Deidesheim, który został rozwiązany po przyłączeniu przez Francję lewego brzegu Renu

Zły czas dla Deidesheim rozpoczął się 20 kwietnia 1792 r. wraz z początkiem pierwszej wojny koalicyjnej, podczas której losy wojenne w rejonie dzisiejszego Palatynatu zmieniały się bardzo często. 18 lutego 1793 r. po raz pierwszy do Deidesheim wkroczyły francuskie oddziały rewolucyjne, które zażądały od Deidesheimerów przysięgi, której niechętnie przestrzegali. 2 kwietnia tego samego roku wojska pruskie odzyskały Deidesheim. Po klęsce wojsk koalicyjnych w bitwie pod Weissenburgiem 26 grudnia 1793 r. wojska francuskie zdobyły miasto i cały lewy brzeg Renu; Deidesheim został masowo splądrowany przez pobłażliwie kierowane wojska francuskie, co doprowadziło do ciężkiej sytuacji ludności (w Palatynacie była mowa o „zimie szabrownicy”). W dniu 23 grudnia 1793 r. Deidesheim został ciężko splądrowany przez wojska francuskie. W maju 1794 r. w pobliżu Deidesheim doszło w końcu do bitwy, podczas której oddziały pruskie pod wodzą Wicharda von Möllendorffa, Friedricha Ludwika Fürsta zu Hohenlohe-Ingelfingena i Gebharda Leberechta von Blüchera oraz oddziały francuskie stanęły naprzeciwko siebie, w wyniku czego Francuzi zostali wydaleni; niektóre części Deidesheim zostały zniszczone podczas wycofywania armii francuskiej. Po kolejnym poważnym ataku Francuzów w lipcu 1794 r. wojska koalicji zostały zmuszone do wycofania się przez Ren, a Deidesheim znów znalazł się w rękach Francji. W 1795 r. miasto zostało po raz ostatni zdobyte przez wojska cesarskie, które wkrótce powróciły na prawy brzeg Renu. Pokój w Campo Formio (1797 r.) formalnie regulował ostatecznie rządy francuskie między Bingen a Landau. Deidesheim należał od tego czasu do 1814 r. do departamentu Mont-Tonnerre. Na początku XIX w. miasto odbudowało się gospodarczo po zniszczeniach spowodowanych pierwszą wojną koalicyjną, jednak jego rola jako centrum administracji, którą posiadał przed rewolucją, została przeniesiona do Dürkheim, stolicy nowo utworzonego kantonu Dürkheim, do którego należał obecnie Deidesheim.

### XIX wiek

#### Rewolucja marcowa

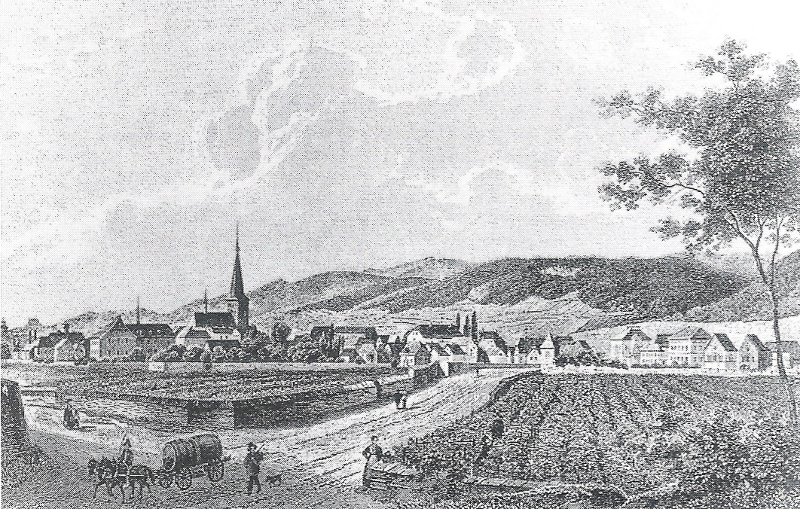
Deidesheim około 1840 r.

Po upadku rządów napoleońskich w 1814 r. wojska koalicyjne zajęły lewy brzeg Renu w Niemczech. W latach 1814–1816 Deidesheim znajdował się pod administracją austriacką i bawarską, od 30 kwietnia 1816 r. Deidesheim należał do Królestwa Bawarii  ze względu na reorganizację terytorialną Europy podczas Kongresu Wiedeńskiego. W 1819 r. Niederkirchen, które do tej pory było częścią Deidesheim, stało się samodzielną gminą, tracąc prawie jedną trzecią mieszkańców i stając się gminą o niższym statusie. Dopiero w 1838 r. ludność powróciła do poziomu, który umożliwił jej podniesienie do miasta 20 marca 1838 r. zgodnie z przepisami konstytucyjnymi Bawarii.
Przez cały XIX wiek, a także do XX wieku, zawody rolnicze zdecydowanie przewyższały inne; jedyną „gałęzią przemysłu” o znaczeniu była konserwacja owoców. Pionierem był tu Franz Peter Buhl, później było jeszcze „Deidesheimer Conservernfabrik J. Biffar & Cie”. W latach 20. XIX wieku lokalni winiarze ucierpieli z powodu spadku cen, spowodowanego rozwojem uprawy winorośli i wprowadzeniem opłat celnych na granicach wewnętrznych Niemiec. Bawarska ustawa celna z dnia 22 lipca 1819 r. przewidywała, że towary przywożone z Bawarii na lewy brzeg Renu do prawego brzegu Renu podlegają opłatom celnym. Z tego powodu na Hambacher Fest w maju 1832 r., w którym uczestniczyła również delegacja Deidesheim, uczestniczący w nim producenci win z Dürkheim nosili czarną flagę protestacyjną. Wraz z utworzeniem w dniu 1 stycznia 1834 r. Niemieckiego Związku Celnego, bariery celne wokół dzisiejszego Palatynatu ostatecznie uległy zniszczeniu, co trwale poprawiło sytuację miejscowych winnic.

#### Powstanie palatyńskie
Wielu Deidesheimerów początkowo pozytywnie oceniało powstanie w Palatynacie i jego cele; 15 maja 1849 r. do skarbu Komisji Obrony Narodowej wpłynęło 500 guldenów; burmistrz Ludwig Andreas Jordan poinformował burmistrza Neustadt, że Deidesheim utworzył straż obywatelską i że rada miejska zdecydowała się stanąć w obronie konstytucji frankfurckiej wszelkimi środkami. Po utworzeniu 17 maja w Kaiserslautern rządu tymczasowego, który wezwał urzędników Deidesheim do złożenia przysięgi w sprawie konstytucji frankfurckiej, burmistrz Ludwig Andreas Jordan wielokrotnie zwlekał z tym aż do przybycia wojsk pruskich, tak że miasto zostało w dużej mierze pozbawione późniejszych sankcji. Niemniej jednak mieszkańcy Deidesheim, zwłaszcza właściciele ziemscy, ze współczuciem patrzyli na dążenie do jedności niemieckiej. 23 lipca 1852 r. do ich miasta przyjechał były król bawarski Ludwik I, który podał się do dymisji w 1848 roku. Podczas tej wizyty niektórzy właściciele ziemscy wzbudzili złość prezydenta powiatu, ponieważ podnosili czarno-czerwono-złote flagi, choć było to z góry wyraźnie zabronione.

#### Po utworzeniu Rzeszy
Od lat 50. XIX wieku uprawa winorośli w Deidesheim przeżywała okres rozkwitu po tym, jak przez Niemiecki Związek Celny, a następnie powstanie Rzeszy była w stanie rozwijać się coraz bardziej swobodna konkurencja i otwierano nowe rynki zbytu w Rosji i Ameryce Północnej. Jednak w ostatnich latach XIX wieku obraz ten uległ zmianie i uprawa winorośli przerodziła się w głęboki kryzys z powodu sztucznej produkcji wina, importu tanich win na dużą skalę oraz pojawienia się szkodników, takich jak filoksera czy zwójka krzyżóweczka, co spowodowało, że lokalna uprawa winorośli tymczasowo podupadała.
W dniu 6 maja 1865 r. miasto zostało połączone z linią kolejową Neustadt – Dürkheim i przekształcone w ważny ośrodek przeładunkowy w Nadrenii-Palatynacie; w 1890 r., przy otrzymaniu nawozu, znajdowało się jeszcze przed Ludwigshafen am Rhein i wszystkimi innymi miastami, w których znajdowały się stacje kolejowe w Palatynacie.
Pierwszy basen w Palatynacie został otwarty w Deidesheim w 1886 roku. Na przełomie XIX i XX w. pojawiło się wiele ważnych osiągnięć przemysłowych: około 1894 r. miasto otrzymało gazownię, w 1896 r. dodano oświetlenie elektryczne, w 1897 r. lokalną sieć elektryczną, a w 1898 r. miasto zostało podłączone do sieci wodociągowej. Ponadto pod koniec XIX w. wszystkie ważne posiadłości posiadały linię telefoniczną.

### Republika Weimarska i III Rzesza

#### Okupacja francuska
Rozwój Deidesheim w okresie międzywojennym był zasadniczo taki sam jak Palatynatu. Po zakończeniu I wojny światowej w 1918 r. do miasta wkroczyły wojska francuskie, a w jego kwaterze kwaterowało się ponad 2500 żołnierzy. W sierpniu 1921 r. doszło do dużego pożaru lasu, który spalił około 300 hektarów lasu, z czego 130 hektarów należało do Lasu Miejskiego w Deidesheim. Do walki z pożarem zostali zatrudnieni wszyscy mężczyźni powyżej 17 roku życia, w tym około 500 strażaków, wspieranych później przez 300 załóg francuskich. Zwalczanie pożaru trwało trzy dni i trzy noce.
Okupacja francuska miała na celu polityczną i kulturową alienację mieszkańców Nadrenii od reszty imperium oraz wspieranie separatyzmu, co znalazło swoje odzwierciedlenie w 1919 r. (deklaracja Republiki Palatyńskiej), a zwłaszcza w roku hiperinflacji 1923 (deklaracja Autonomicznego Palatynatu). W 1923 r. separatyści utworzyli tymczasowy rząd w Palatynacie i zwrócili się do wszystkich lokalnych przywódców o formalne uznanie, ale pod przewodnictwem burmistrza Deidesheim, Arnolda Sibena, wielu lokalnych przywódców odrzuciło ten wniosek i wezwało do przeprowadzenia referendum. Siben osiągnął, że Deidesheim, w przeciwieństwie do większości społeczności Palatynatu, nie był zajęty przez separatystów. W lipcu 1930 r. wojska francuskie opuściły Nadrenię, a podczas kolejnych uroczystości prezydent Rzeszy Paul von Hindenburg odwiedził Nadrenię i przyjechał do Deidesheim.

#### III Rzesza i II wojna światowa

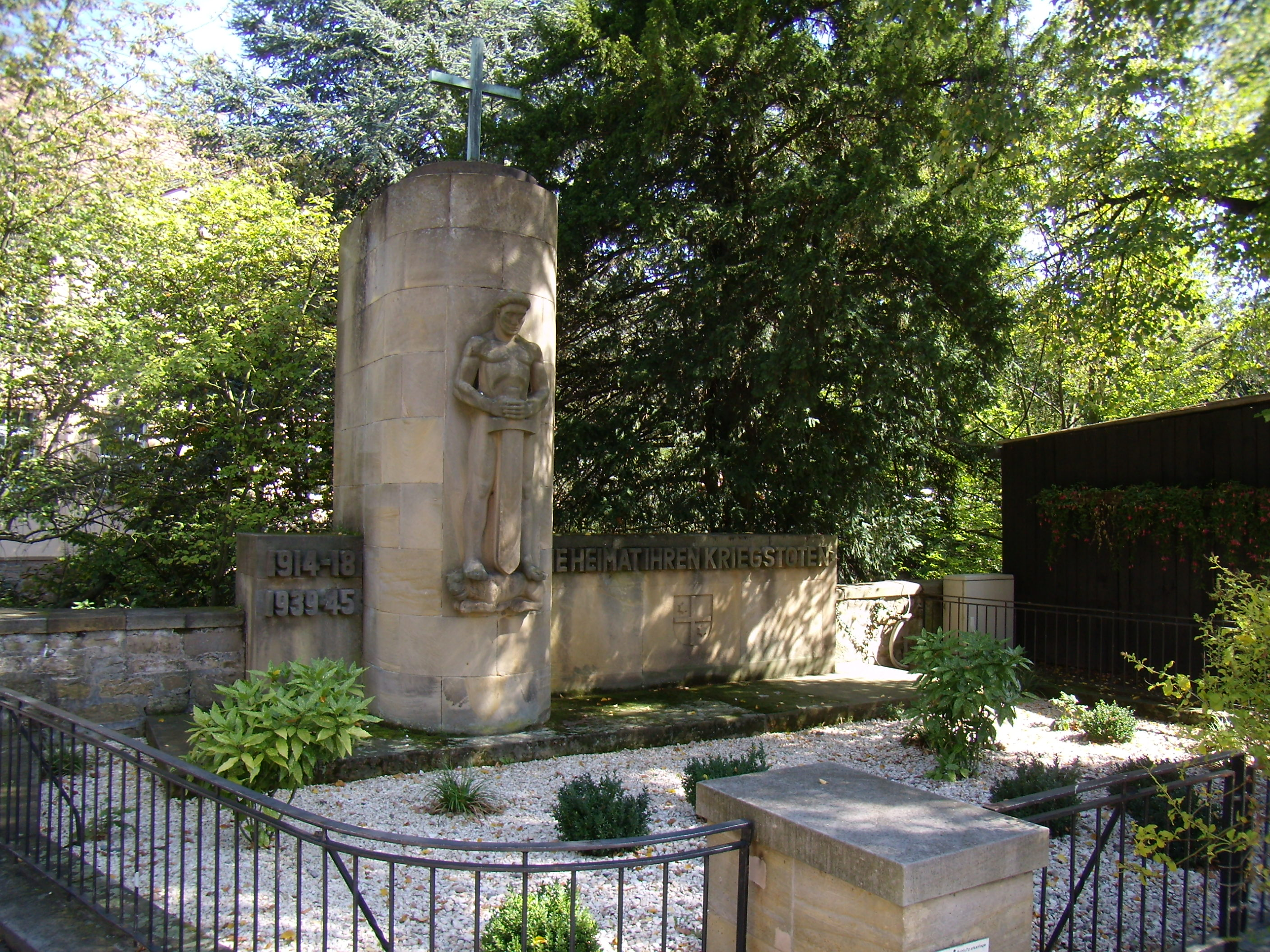
Pomnik poległych w Deidesheim, autorstwa Ludwiga Kerna

W przeciwieństwie do reszty Palatynatu, który wniósł ponadprzeciętny wkład w powstanie NSDAP, mieszkańcy Deidesheim wybrali Partię Centrum bezwzględną większością głosów w wyborach do Reichstagu w 1933 r.; 17 mieszkańców przystąpiło do partii przed Machtergreifung w 1933 r., a najpóźniej od kwietnia 1931 r. w mieście istniała lokalna grupa NSDAP, do której należały także Forst an der Weinstraße, Ruppertsberg i Niederkirchen. Kryształowa noc nie spowodowała żadnych zniszczeń w Deidesheim, ale domy dwóch rodzin żydowskich i cmentarz żydowski zostały zniszczone dzień później. Synagoga w Deidesheim została już sprzedana przez gminę żydowską w 1936 r., w związku z czym uniknęła zniszczenia. Podczas II wojny światowej miasto zostało początkowo oszczędzone na zniszczeniach wojennych. Ale 9 marca 1945 roku, tuż przed końcem wojny, szpital w Deidesheim został uderzony bombą, osiem osób straciło życie. 21 marca 1945 r. oddziały amerykańskie wkroczyły bez walki, chociaż już jesienią 1944 r. przygotowano barierę czołgową, której zamknięciu zapobiegli niektórzy mieszkańcy Deidesheim.

### Od założenia RFN

#### Rozwój architektoniczny
Po utworzeniu kraju związkowego Nadrenia-Palatynat w 1946 r. Deidesheim należał do tego kraju związkowego, a nie do Bawarii. Po wojnie wprowadzono pewne ulepszenia w infrastrukturze. Oświetlenie uliczne i basen zostały zmodernizowane, stworzono kanalizację; w 1960 r. przebudowano szkołę podstawową, w 1964 r. zbudowano dom kultury „Paradiesgarten”, a dziesięć lat później Hauptschule. Liczba ludności przekroczyła 3000; ponieważ Deidesheim nie mógł rozwijać się dalej na zachód bez poświęcenia najlepszych winnic na rozwój, w 1978 r. przyjęto nowy plan zagospodarowania przestrzennego, który ukierunkował rozwój strukturalny na wschód, tak że od tego momentu miasto rozwijało się przede wszystkim na wschód od linii kolejowej Neustadt – Dürkheim. Deidesheim wraz z Forst an der Weinstraße, Ruppertsberg, Niederkirchen bei Deidesheim i Meckenheim tworzy gminę związkową Deidesheim od 1 stycznia 1973 r. W 1974 r. w pobliżu Niederkirchen została ukończona wspólna oczyszczalnia ścieków dla lokalnych miejscowości, a w 1978 r. wybudowany został obiekt sportowy gminy związkowej Deidesheim, który w 1993 r. został uzupełniony o halę sportową.

#### Goście państwowi w Deidesheim
Deidesheim wzbudził duże zainteresowanie mediów dzięki wizytom zagranicznych gości państwowych wysokiego szczebla, które kanclerz Helmut Kohl zaprosił do Deidesheim na wizyty państwowe w latach 1989–1997. Często gościom państwowym w Deidesheimer Hof został serwowany Pfälzer Saumagen. Gośćmi państwowymi, którzy przybyli do Deidesheim z Kohlem, byli: premier Wielkiej Brytanii Margaret Thatcher (30 kwietnia 1989 r.), sekretarz generalny Związku Radzieckiego Michaił Gorbaczow (10 listopada 1990 r.), premier Kanady Brian Mulroney (16 czerwca 1991 r.), amerykański wiceprezydent Dan Quayle (9 lutego 1992 r.), czeski prezydent Václav Havel (14 października 1993 r.), rosyjski prezydent Borys Jelcyn (12 maja 1994 r.), brytyjski premier John Major (1 października 1994 r.) oraz hiszpańska para królewska Juan Carlos I i Zofia Grecka (17 lipca 1997 r.).

### Demografia
| Rok  | Ludność |
| ---- | ------- |
| 1530 | ok. 500 |
| 1618 | ok. 630 |
| 1667 | 651     |
| 1702 | 444     |
| 1737 | 895     |
| 1774 | 1.241   |
| 1815 | 1.760   |
| 1849 | 2.729   |

| Rok             | Ludność |
| --------------- | ------- |
| 1871            | 2.697   |
| 1895            | 2.783   |
| 1917            | 2.197   |
| 1933            | 2.559   |
| 1953            | 3.100   |
| 2006            | 3.739   |
| 31 grudnia 2015 | 3.779   |
| 31 grudnia 2016 | 3.797   |

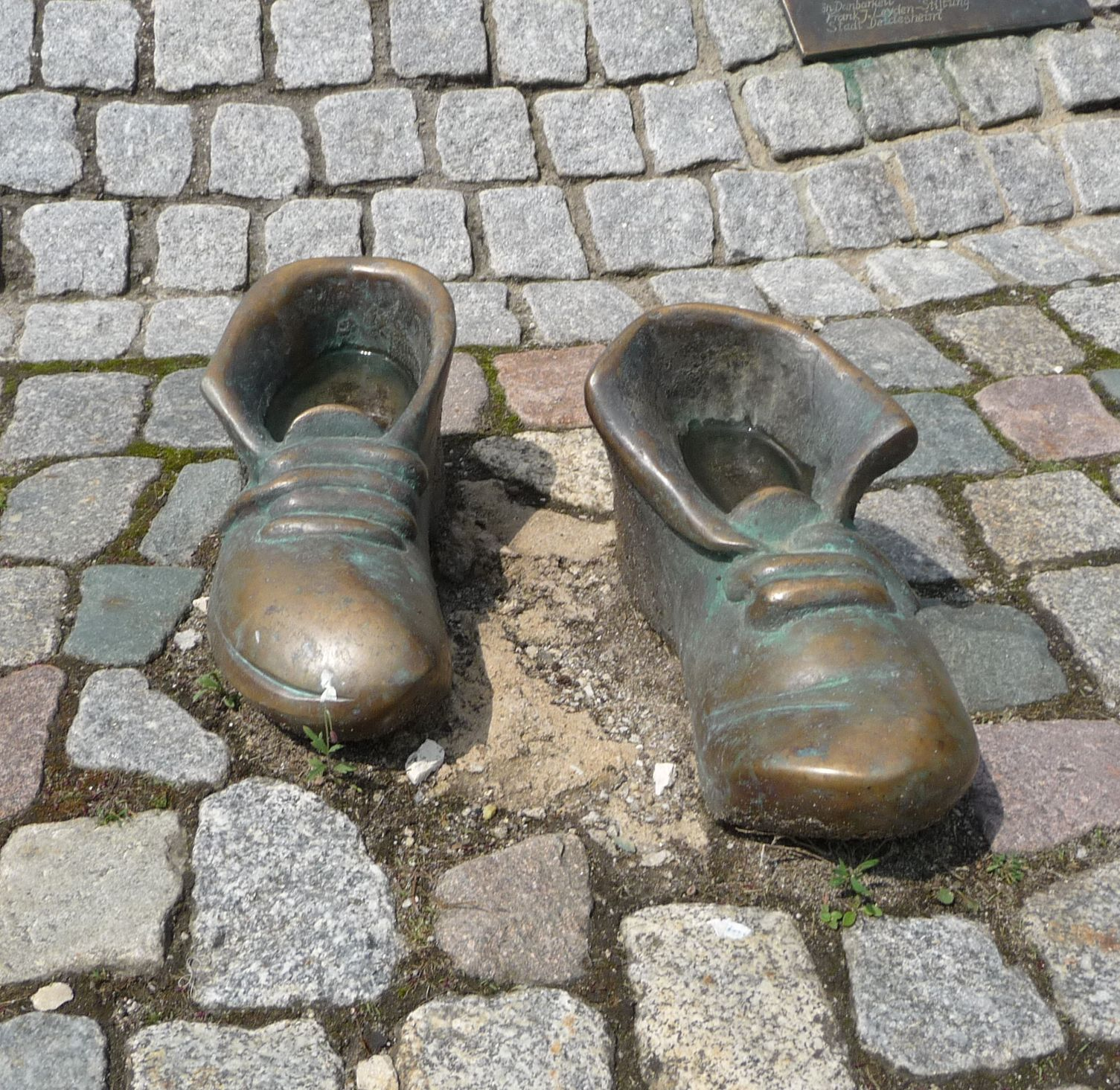
Buty przy Königsgarten przypominają o emigrantach

Brak jest informacji na temat ludności Deidesheim od średniowiecza. Częściowo znaczne wahania liczby mieszkańców XVII i początku XVIII wieku były wynikiem licznych wojen, zwłaszcza wojny trzydziestoletniej i palatyńska wojna o sukcesję mocno uderzyły w Deidesheim. Pod koniec XVIII wieku Deidesheim odnotował stosunkowo szybki wzrost liczby ludności, tak że w czasie rewolucji francuskiej liczba ta była prawie trzy razy większa niż pod koniec średniowiecza.
Po początkowo gwałtownym wzroście liczby ludności aż do roku powstania palatyńskiego w 1849 r., w drugiej połowie XIX w. liczba ludności Deidesheim nie wzrosła znacząco – w przeciwieństwie do ogólnego trendu w Niemczech w momencie industrializacji – a nawet zmniejszyła się na przełomie XIX i XX w., tak że w 1917 r. Deidesheim liczył mniej mieszkańców niż w 1823 r.; powodem tego była emigracja licznych Deidesheimerów do Ameryki Północnej. Dopiero po I wojnie światowej ludność Deidesheim powróciła do poziomu z połowy XIX wieku. Po II wojnie światowej liczba mieszkańców po raz kolejny gwałtownie wzrosła w wyniku licznych nowo przybyłych i po raz pierwszy przekroczyła 3 tys. mieszkańców. W ostatnich latach liczba ludności utrzymywała się na względnie stałym poziomie 3797 mieszkańców (31 grudnia 2016 r.).

## Religia

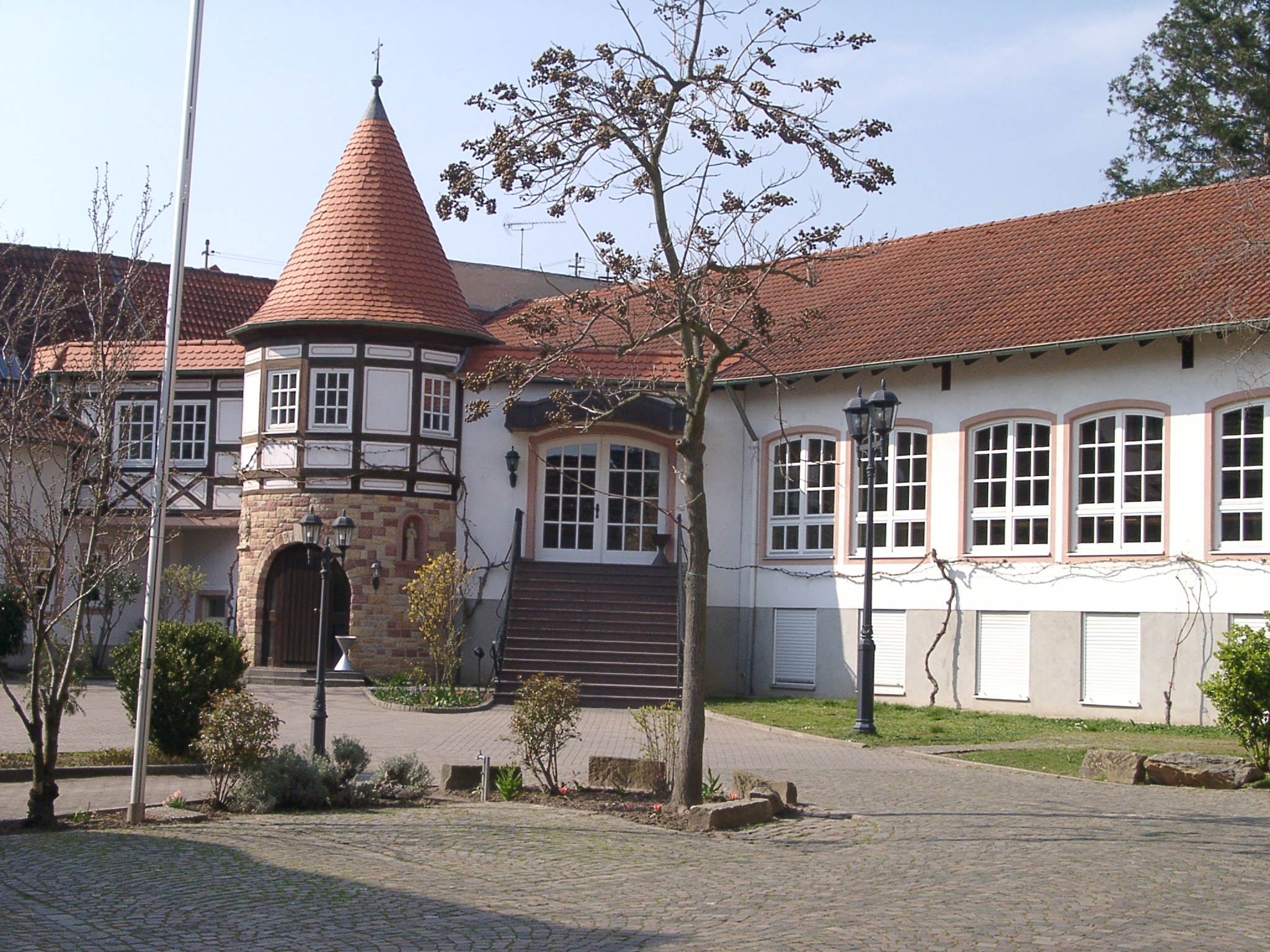
Centrum parafialne św. Bernhardushof

### Parafia katolicka
Po osiągnięciu przez Deidesheim pewnej wielkości jako osady Niederkirchen, siedziba parafii została przeniesiona z Niederkirchen do Deidesheim, co miało miejsce w latach 1437–1460. Z tego powodu konieczne było również wybudowanie przestronnego kościoła: Budowa kościoła rozpoczęła się w 1444 r. i została ukończona w 1473 r. Wybudowano ją w miejsce mniejszej kaplicy mariańskiej, o której wspomniano po raz pierwszy około 1300 r. i poświęcono św. Ulrykowi z Augsburga.
Reformacja nie mogła ugruntować się w Księstwie Speyer, do którego należało Deidesheim i którego biskupem był władca miasta Deidesheim (Cuius regio, eius religio). Spowodowało to jednak znaczne trudności w zajęciu plebanii Deidesheim w drugiej połowie XVI wieku. W 1750 r., odpowiednio w 1820 r. parafie Niederkirchen i Forst zostały rozdzielone i wzniesione do samodzielnych parafii. Przez krótki czas, po aneksji francuskiej lewego brzegu Renu, parafia Deidesheim należała w latach 1802–1817 do diecezji Moguncji, a następnie ponownie do diecezji Spiry.
Po reorganizacji w 1980 r. dekanatów diecezji Spira Deidesheim został przydzielony do dziekanatu Bad Dürkheim. Ze względu na coraz większy brak księży, w latach 2006–2015 parafia św. Ulricha, wraz z dwiema parafiami św. Margarety (Forst) i św. Marcina (Ruppertsberg), utworzyła wspólnotę parafialną, której siedziba znajdowała się w Deidesheim. W dniu 1 stycznia 2016 r. została utworzona parafia św. Michała, do której należą dawniej samodzielne parafie św. Ulricha (Deidesheim), św. Margarety (Forst), św. Marcina (Ruppertsberg), św. Marcina (Niederkirchen) i św. Aegidy (Meckenheim) jako parafie (okręgi parafialne). Siedziba parafii i biuro parafialne parafii św.Michała znajdują się w Deidesheim.
W grudniu 2016 roku 1903 mieszkańców Deidesheim stanowili rzymskokatolicy, co stanowiło 49,99% ludności Deidesheim.
Do wspólnoty katolickiej należą następujące budowle sakralne i świeckie:
- Kościół św. Ulricha (wzniesiony w latach 1444–1473)
- Kaplica Szpitalna w pobliżu Szpitala Deidesheim (wybudowana w 1496 roku)
- Kaplica św. Michała nad Martensbergiem (wybudowana ok. 1470 r., zniszczona w 1794 r., odbudowana w 1952 r.)
- Kaplica Cmentarna (wybudowana w 1619 r.)
- Kaplica Liebfrauenkapelle (wybudowana z okazji jubileuszu 1950 r.)
- Centrum parafialne św. Bernhardushof (rozbudowa od 1979 r.)
- Przedszkole katolickie św. Hildegardy (wybudowane w 1981 r.).

W parafii Deidesheim udzielali się między innymi biskup Spiry Konrad Reither (1838) i biskup moguncji Ludwig Maria Hugo (1897–1900) jako kapłani.

## Osobistości
Honorowymi obywatelami Deidesheim zostali historyk wina Friedrich von Bassermann-Jordan, biskup Spiry Joseph Wendel, katolicki proboszcz Heinrich Hartz oraz politycy Hanns Haberer i Helmut Kohl.

## Partnerstwo[67]
- Achensee, Tyrol
- Bad Klosterlausnitz, Turyngia
- Buochs, Szwajcaria
- Saint-Jean-de-Boiseau, Francja
- Tihany, Węgry